# Newsboys
I Newsboys sono un gruppo musicale CCM australiano attivo dal 1985.

## Formazione
Attuale
- Adam Agree - voce (2025-)
- Duncan Phillips - batteria, percussioni (1993-presente)
- Jody Davis - chitarra, cori (1992-2003, 2009-presente)
- Jeff Frankenstein - tastiere, basso, synth, cori (1994-presente)

Ex membri
- Michael Tait - voce (2009-2025)
- Peter Furler - voce, batteria (1985-2009)
- John James - voce (1986-1997)
- George Perdikis - chitarra (1985-1987, 1989-1990)
- Phil Yates - chitarra (1987-1989)
- Jonathan Geange - chitarra (1990-1991, 1992)
- Vernon Bishop - chitarra (1991-1992)
- Randy Williams - chitarra (2003)
- Bryan Olesen - chitarra (2003-2006)
- Paul Colman - chitarra (2006-2009)
- Sean Taylor - basso (1986-1992)
- Kevin Mills - basso (1992-1994)
- Phil Joel - basso (1994-2006)
- Corey Pryor - basso (1988, 1990-1993)

## Discografia
Album studio
- 1988 - Read All About It
- 1990 - Hell Is for Wimps
- 1991 - Boys Will Be Boyz
- 1992 - Not Ashamed
- 1994 - Going Public
- 1996 - Take Me to Your Leader
- 1998 - Entertaining Angels
- 1998 - Step Up to the Microphone
- 1999 - Love Liberty Disco
- 2002 - Thrive
- 2003 - Adoration: The Worship Album
- 2004 - Devotion
- 2005 - He Reigns: The Worship Collection
- 2006 - Go
- 2008 - Newsboys Live: Houston We Are Go
- 2009 - Something Beautiful
- 2009 - In the Hands of God
- 2010 - Christmas! A Newsboys Holiday
- 2010 - Born Again
- 2010 - Christmas! A Newsboys Holiday
- 2011 - God's Not Dead
- 2012 - Live in Concert: God's Not Dead
- 2013 - Restart
- 2014 - Hallelujah for the Cross
- 2016 - Love Riot
- 2019 - United
- 2020 - Newsboys United (Live)
- 2020 - Newsboys Collection
- 2021 - Shine, The Hits, Live (One Night in Pennsylvania)
- 2021 - Thrive, Live From The Rock and Roll Hall of Fame and...
- 2021 - Stand